# Wu Haiyan
Wu Haiyan (chinesisch 吴海燕; * 26. Februar 1993 in Hangzhou, Zhejiang) ist eine chinesische Fußballspielerin.

## Karriere

### Vereine
Von Zhejiang Hangzhou Xizi kommend, schloss sie sich Anfang 2014 in Südkorea dem Sejong Sportstoto WFC an. Nach der Saison 2014 dort, kehrte sie aber wieder in ihre Heimat zurück und spielte ab Anfang des Jahres 2015 für Shandong Xiangshang. Seit Anfang 2018 ist sie Teil der Mannschaft des Wuhan Jianghan University FC.

### Nationalmannschaft
In der chinesischen U20 war sie von 2012 bis 2013 aktiv und nahm in dieser Zeit mit ihr an der Weltmeisterschaft 2012 teil, wo sie auf drei Einsätze kam.
Ihr Debüt bei der A-Nationalmannschaft hatte sie dann auch irgendwann im Jahr 2012. Im darauffolgenden Jahr war sie dann auch bei ihrer Mannschaft im Algarve-Cup 2013 vertreten. Ihr erstes wirkliches Turnier waren dann die Asienspiele 2014. Auch bei der Weltmeisterschaft 2015 gehörte sie mit zum Kader und war hier unangefochtene Stammspielerin. Im Folgejahr gehörte sie mit zur Olympiaauswahl für die Spiele im Jahr 2016 und kam hier auch auf vier Einsätze.
Zwei Jahre später landete sie mit ihrer Mannschaft bei der Asienmeisterschaft Asienmeisterschaft 2018 dann auf dem dritten Platz und gewann bei den Asienspielen 2018 die Silber-Medaille. Im Sommer des Folgejahres folgte dann noch bei der Weltmeisterschaft 2019 ihre zweite WM-Teilnahme.
Am 5. Juli 2023 wurde sie für den finalen Kader bei der Weltmeisterschaft 2023 nominiert.